# Diuris behrii
Espèce
Diuris behrii est une espèce de plantes de la famille des Orchidaceae.
Il est endémique à l'Australie. On le trouve en Australie-Méridionale, Victoria, Nouvelle-Galles du Sud et Territoire de la capitale australienne.
Il a des feuilles gramiformes et des fleurs jaunes qui apparaissent entre septembre et novembre dans son aire de répartition naturelle.